# Перша ліга КВК
Центральна «Перша ліга» КВК є третьою телевізійною лігою МС КВК і наразі транслюється на білоруському телеканалі «СТВ», її було відкрито 1993 року, ведучим Ліги є Олександр Масляков-молодший (з 2002 року), ігри наразі відбуваються в КЗ Мінськ, редагують лігу Леонід Купрідо (БДУ) й Олександр Якушев («Прима» Курськ).

## Схема сезону
Згідно з ухваленим свого часу положенням Чемпіон Першої Ліги автоматично стає учасником Вищої Ліги КВК. З 2005 року це правило гарантувало Чемпіону потрапляння до однієї з телевізійних Ліг (Вища чи Прем'єр).

## Чемпіони ліги
- 1993 — «Криворізька шпана» (Кривий Ріг)  Україна
- 1994 — СІКДіТ (Сочі)  Росія
- 1995 — ВІБІ-ВДАБА (Вороніж)  Росія
- 1996 — Владикавказькі рятівники (Владикавказ)  Росія
- 1997 — «Чорнокнижник» (Рязань)  Росія
- 1998 — БДУ (Мінськ)  Білорусь
- 1999 — «Повітове місто» (рос. «Уездный город») (Челябінськ — Магнітогорськ)  Росія
- 2000 — «Валеон-Дассон» (Пенза)  Росія
- 2001 — Збірна Пермі  Росія
- 2002 — «Є контакт!» (Перм — Добрянка)  Росія
- 2003 — «Чотири татарина» (збірна Республіки Татарстан)  Росія
- 2004 — «Прима» (Курськ)  Росія
- 2005 — «Нафтогаз» (Тюмень)  Росія
- 2006 — «Мис Челябінська» (Челябінськ)  Росія
- 2007 — Збірна Ульянівської Області  Росія
- 2008 — «Серце Сибіру» (Новосибірськ)  Росія
- 2009 — Збірна Батайська  Росія та «Мінське море»  Білорусь

## Міста, в яких проводилась Перша ліга
- 1993—1997: Вороніж  Росія
- 1998—1999: Казань  Росія
- 2000—2001: Рязань  Росія
- 2002—2003: Казань  Росія
- 2004—2005: Тюмень  Росія
- 2006: Санкт-Петербург  Росія
- 2007—2008: Нижній Новгород  Росія
- З 2009-го: Мінськ  Білорусь